# Svend Bergstein
 Der er for få eller ingen kildehenvisninger i denne artikel, hvilket er et problem. Du kan hjælpe ved at angive troværdige kilder til de påstande, som fremføres i artiklen.

Svend Bergstein (7. juli 1941 på Frederiksberg - 8. marts 2014) var en dansk officer og politiker, der i et års tid var minister.
Bergstein havde en lang karriere inden for Flyvevåbnet. I 1993-94 var Bergstein udpeget af Centrum-Demokraterne som forsknings- og teknologiminister i Nyrupregeringen. Efter 11 års medlemskab af Det Konservative Folkeparti vandt Bergstein i 2007 kampen om formandsposten i Københavns vælgerforening. Ved årsskiftet 2008/2009 valgte Bergstein frivilligt at trække sig fra formandsposten i København, men fortsatte som menigt medlem af partiet. Efter sin pensionering var Svend Bergstein stadig en aktiv mand; han var lægt medlem af Den videnskabsetiske Komite for Hovedstaden, og gennem kontakt til nogle matematikere på Roskilde Universitets Center bidrog han med et kapitel til publikationen Mathematics and War.

## Kronologisk oversigt
- 1971: Premierløjtnant i Flyvevåbnet.
- 1975: Udnævnt til kaptajn i Flyvevåbnet.
- 1980: Udnævnt til major i Flyvevåbnet.
- 1983-1993: Medlem af Forsvarsministeriets Rådgivnings- og analysegruppe.
- 1991: Militær ekspert på tv under Golfkrigen 1991.
- 1993: Kommandør af Dannebrogordenen.
- 1993-1994: Teknologi og forskningsminister under Poul Nyrup.
- 1994: Udnævnt til oberstløjtnant i Flyvevåbnet.
- 1995: Medlem af det Konservative Folkeparti.
- 1995- 2001: Sektionschef på Forsvarsakademiet.
- 1995 -1999: Forsvarsattaché i Sverige og Finland.
- 1999: Kommandør af Kungl. Nordstjärneorden.
- 2001: Sektionschef i Forsvarsakademiet.
- 2006: Bogen Krigens teknologi og en FOFT rapport: Effektbaserede operationer udgives.
- 2007- 2008: Formand for Det Konservative Folkeparti i København.

## Militær karriere
Hans militære karriere startede i Flyvevåbnets Luftværnsgruppe i 1971. Bergstein blev udnævnt til kaptajn i 1975 og til major i 1980. Under tjenesten i Flyvevåbnet arbejdede Bergstein som konsulent ved Forsvarets Forskningstjeneste, hvor han også fungerede som underviser og kursusplanlægger indenfor områderne statskundskab og strategi. I sit virke på akademiet var Bergstein derudover også hovedredaktør på forskningsrapporter. Bergstein blev pensioneret i 2001.
I 1994 udgav Bergstein bogen Krigens teknologi. I perioden fra 1988 til 1993 var Bergstein medlem af Forsvarsministerens rådgivnings- og analysegruppe. Bergstein blev kendt i offentligheden under Golfkrigen i 1991 som den pegepindssvingende major, der kommenterede krigens gang som militærekspert på tv. 

## Politisk karriere
I 1993 blev landssekretæren for CD, Svend Bergstein, udnævnt til minister for det nyoprettede forsknings- og teknologiministerium i Nyrup Rasmussens regering. Efter knap et år som minister trådte han tilbage i 1994, forlod CD og meldte sig ind hos Det konservative Folkeparti. I kampen om formandsposten i 2007 vandt Bergstein med kun én stemme over modkandidaten på Østerbro Knud Palsbro. 

## Eksterne links
- Svend Bergstein på gravsted.dk (Skovvejens Kirkegård, Ballerup)